# بييترالونجا
بييترالونجا (بالإيطالية: Pietralunga)‏ هي بلدية في مقاطعة بيرودجا في إقليم أومبريا في إيطاليا.

## السكان
في سنة 1861 بلغ عدد السكان 3٬578 نسمة، وتطور العدد ليصل في سنة 2011 لـ 2٬182 نسمة.
يظهر هذا المخطط البياني تطور النمو السكاني لـ بييترالونجا